# Charles Philipon

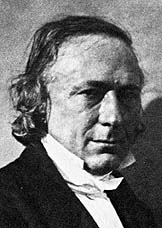
Charles Philipon, Ausschnitt aus einer Fotografie von Nadar, 1854.

Charles Philipon (* 19. April 1800 in Lyon; † 26. Januar 1862 in Paris) war ein französischer Karikaturist, Grafiker und Journalist. Er war unter anderem Herausgeber der satirischen Zeitschriften La Caricature und Le Charivari.

## Leben
Ab 1824 arbeitete Charles Philipon als Lithograph und Karikaturist in Paris. 1829 gründete er mit seinem Schwager Gabriel Aubert einen kleinen Vertrieb für Druckgrafik. Er beteiligte sich auch an der Zeitschrift La Silhouette. Diese erschien vom 24. Dezember 1829 bis zum 2. Januar 1831 und positionierte sich als gemäßigt liberale, reich illustrierte Publikation für bürgerliche Leser. Sie wurde zum Vorbild zahlreicher ähnlicher Publikationen. Eine von der Zensur übersehene unsignierte Karikatur Philipons von König Karl X. in der Ausgabe vom 1. April 1830 führte zu einem Skandal und zur Verurteilung des verantwortlichen Redakteurs. In der Folge verbarg die Zeitschrift politische Inhalte gern hinter scheinbar harmlosen Darstellungen, etwa Tierszenen von JJ Grandville (Jean Ignace Isidore Gérard).
Mit zunehmendem geschäftlichem Erfolg opferte Philipon seine eigene künstlerische Tätigkeit der Karriere als Unternehmer. Er leitete unter anderem die satirischen Zeitschriften La Caricature sowie Le Charivari und gründete Le Journal amusant. Philipons Zeitschriften beschäftigten herausragende Künstler wie Grandville, Honoré Daumier, Paul Gavarni, Traviès und Benjamin Roubaud.
Nach 1835 wandten sich Philipons Zeitschriften zunehmend von der politischen Satire hin zur sozialen. Charakteristische Typen der französischen Gesellschaft wurden auf unterhaltsame Weise dargestellt und bloßgestellt. So schuf Daumier auf Anregung Philipons den Typus des „Handelsagenten Robert Macaire“.

## Galerie

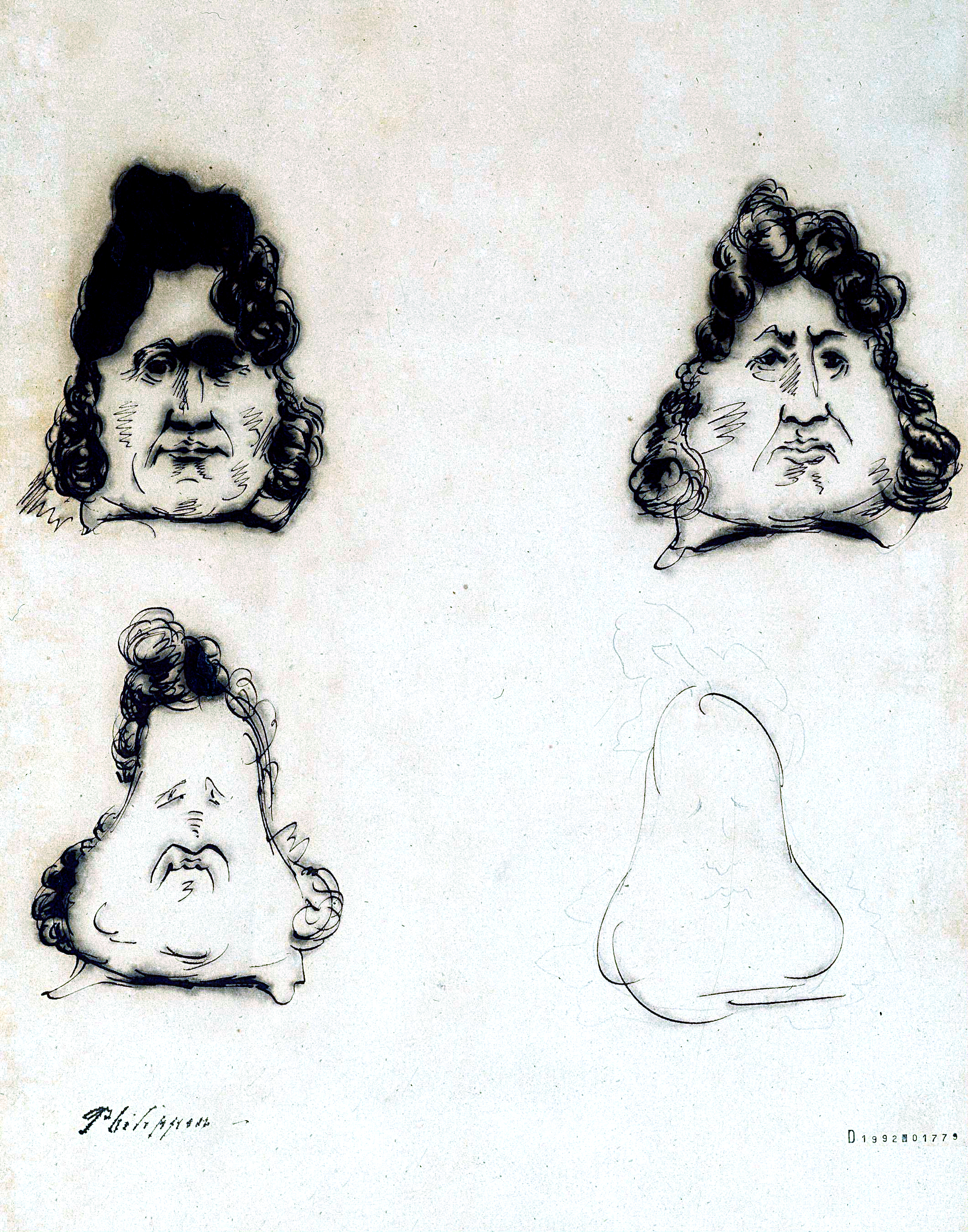
Vorstudie von Philipons Karikatur von Louis-Philippe I., der zur Birne wird (1831)
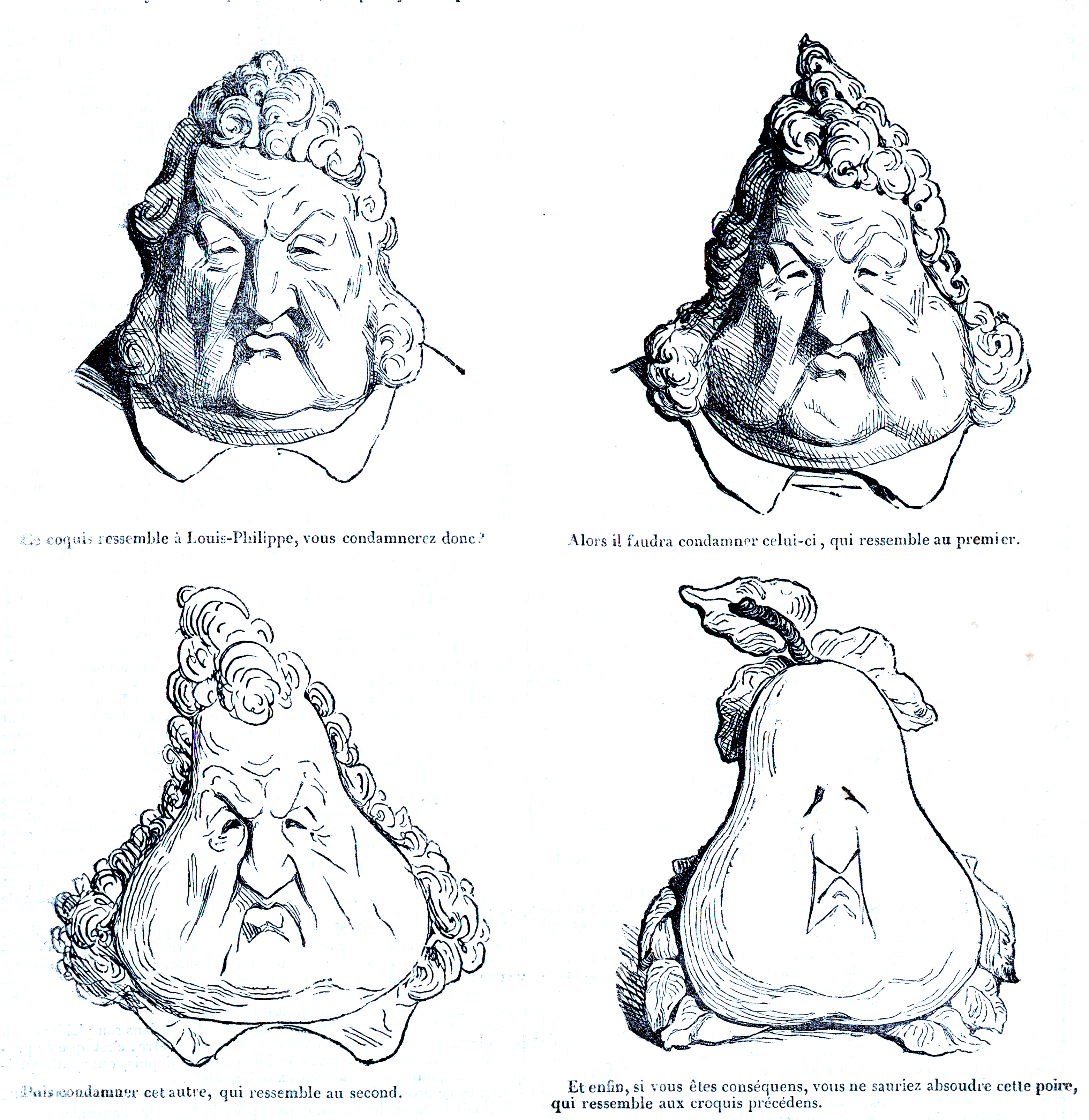
In dieser Form am 14. November 1831 vor Gericht gezeigt und am 24. November 1831 in La Caricature publiziert.
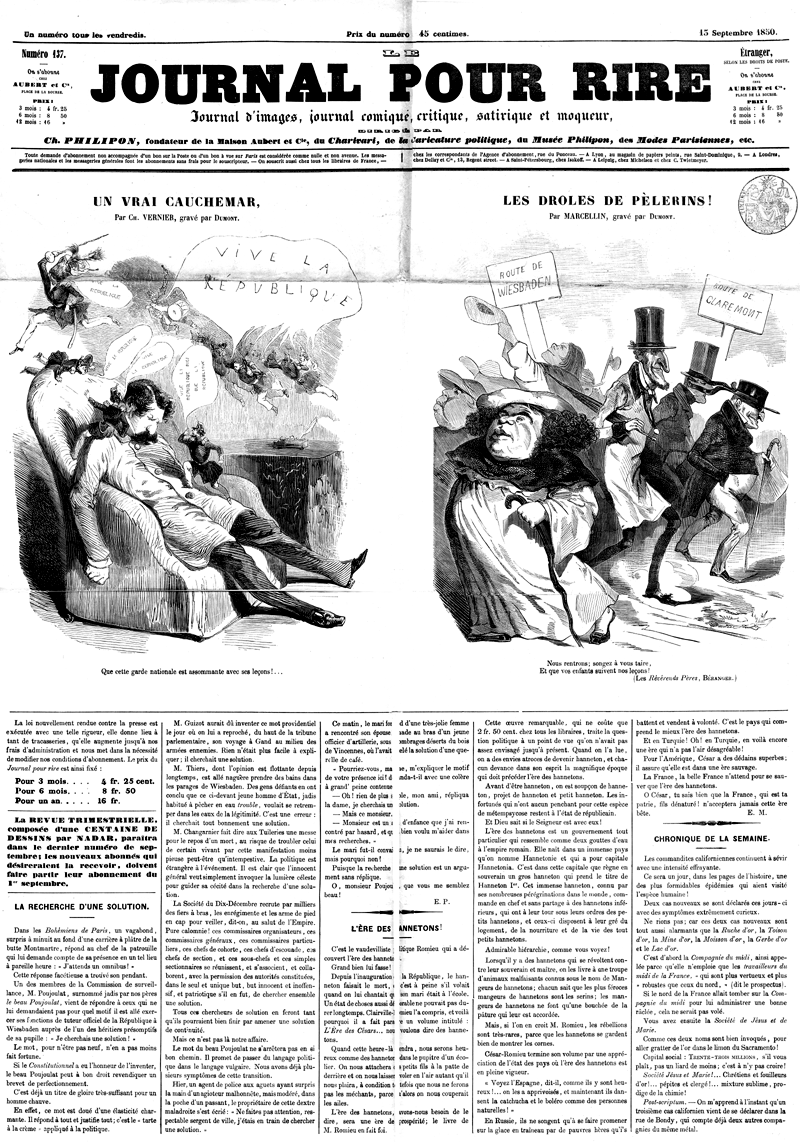
Philipons 1848 gegründetes Journal pour rire.
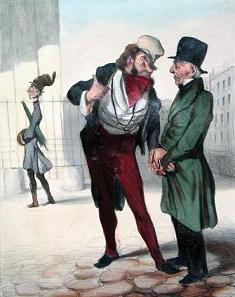
Robert Macaire agent d’affaires